# Treutlera
Treutlera es un género monotípico de fanerógamas de la familia Apocynaceae. Su única especie es Treutlera insignis Hook.f. Es originario de Asia donde se encuentra en India y Nepal a una altitud de 2000 a 3000 metros.

## Descripción
Son enredaderas sufrútices, glabrescentes. Las hojas son coriáceas, de 7-13 cm de largo y 3.8 cm de ancho, elípticas, basalmente redondeadas o cuneadas, apiculado el ápice, glabrescentes.
Las inflorescencias son extra-axilares, solitarias, más cortas que las hojas adyacentes, con 5-7 flores,  colgantes, con largos pedúnculos.